# San Benito, Baja California Sur
San Benito är en ort i Mexiko.   Den ligger i kommunen Mulegé och delstaten Baja California Sur, i den västra delen av landet, 1 700 km nordväst om huvudstaden Mexico City. San Benito ligger 81 meter över havet och antalet invånare är 134.
Terrängen runt San Benito är huvudsakligen platt, men åt nordost är den kuperad.  Trakten runt San Benito är nära nog obefolkad, med mindre än två invånare per kvadratkilometer. Närmaste större samhälle är Los Mártires Uno, 3,9 km söder om San Benito. Omgivningarna runt San Benito är i huvudsak ett öppet busklandskap.